# Mahala hisarije Ferhada sina Ahmeda
Mahala hisarije Ferhada sina Ahmeda, mahala u Tuzli. Spada među najstarije u Tuzli. Datira iz vremena prijelaza 15. u 16. stoljeće. Najvjerojatnije je bila između tvrđave i lokacije gdje je poslije nastala Džindić mahala. Potkraj prve polovice 16. stoljeća u njoj je bilo 55 kuća.